# Stegana norma
Stegana norma är en tvåvingeart som beskrevs av Charles Howard Curran 1934. Stegana norma ingår i släktet Stegana och familjen daggflugor.
Artens utbredningsområde är Guyana. Inga underarter finns listade i Catalogue of Life.